# Уткин, Дмитрий Сергеевич
Дмитрий Сергеевич Уткин (род. 10 июля 1984, Ярославль) — российский хоккеист, нападающий.

## Биография
Воспитанник ярославского хоккея, отец тоже был хоккеистом. С сезона 2000/01 — игрок команды первой лиги «Локомотив-2». В сезоне 2002/03 сыграл четыре матча в Суперлиге за «Локомотив». В дальнейшем выступал за команды «Спартак» Москва (2003/04, 2005/06), «Керамин» и «Брест» (обе — Белоруссия) и «Рига 2000» (Латвия, все — 2004/05), «Трактор» Челябинск (2006/07 — 2007/08), «Автомобилист» Екатеринбург (2007/08), «Мечел» Челябинск (2007/08), «Югра» Ханты-Мансийск (2008/09 — 2009/10), «Торос» Нефтекамск (2009/10). Играл в ВХЛ за «Спутник» Нижний Тагил (2010/11 — 2011/12, 2017/18), «Челмет» (2012/13), «Ладу» Тольятти и ТХК (2013/14), «Зауралье» (2014/15), «Южный Урал» и «Ижсталь» (2015/16). В сезоне 2016—2017 провёл 8 матчей в чемпионате Белоруссии за «Шахтёр» Солигорск. В сезоне 2017/18 играл за словацкие клубы «Детва» и «Прешов Пингвинз».
На драфте НХЛ 2002 года был выбран в 7-м раунде под общим 228-м номером клубом «Бостон Брюинз».
Жена Алла — мастер спорта по художественной гимнастике.